# تفجير رانغون
تفجير رانغون ((هانغل: 아웅 산 묘역 테러 사건)) ‏ 9 أكتوبر 1983، هي محاولة اغتيال ضد تشون دو هوان، خامس رئيس لكوريا الجنوبية، واتهمت فيها قبل كوريا الشمالية وخلالها قُبض على اثنين من المهاجمين، أحدهما اعترف بأن ضابطًا عسكريًّا من كوريا الشمالية كلفهم بالمهمة.

## مسار الحادث
في 9 أكتوبر عام 1983، وكان الرئيس تشون دو هوان في زيارة رسمية إلى يانجون عاصمة بورما. خلال زيارة كان يعتزم وضع اكليلا من الزهور على ضريح الشهداء لإحياء ذكرى أونغ سان، أحد مؤسسي بورما المستقلة الذي اغتيل في عام 1947. وبعض موظفي الرئيس بدأ تجميع في الضريح، واحد من ثلاثة انفجرت قنبلة مخبأة في السقف. وقع الانفجار الضخم من خلال الحشد أدناه، مما أسفر عن مقتل 21 شخصا وإصابة 46 آخرين. وقتل ثلاثة سياسيين كوريا الجنوبية كبار قتل: وزير الخارجية لي بيوم سيوك . وزير الاقتصاد التخطيط ونائب رئيس الوزراء، سوه سوك جون. وزير التجارة والصناعة، وكيم دونغ و14 مستشارا، والصحفيين، والمسؤولين الأمنيين للرئاسة الكورية قتلوا. وكان أربعة مواطنين في بورما، بما في ذلك ثلاثة صحفيين، وأيضا من بين القتلى. تم حفظها الرئيس تشون لان سيارته قد تأخر في حركة المرور وكان على بعد دقائق فقط من وصوله إلى النصب التذكاري. القنبلة قيل فجر في وقت مبكر لأن بوق الرئاسي الذي أشار صول تشون رن عن طريق الخطأ من بضع دقائق قبل الموعد المحدد.

## روابط خارجية
- Brief summary from Onwar.com